# Echiniscus latifasciatus
Espèce
Echiniscus latifasciatus est une espèce de tardigrades de la famille des Echiniscidae.

## Systématique
L'espèce Echiniscus latifasciatus a été décrite en 2000 par les zoologistes russes Alexeï Lvovitch Dudichev (d) et Vladimir Ivanovich Biserov (d).

## Distribution
Cette espèce est endémique des îles Kouriles en Russie.

## Publication originale
- Dudichev & Biserov, 2000 : Tardigrada from Iturup and Paramushir Islands (the Kuril Islands). Zoologicheskii Zhurnal, vol. 79, no 7, p. 771-778.